# 327
Правління Костянтина Великого у Римській імперії. У Китаї правління династії Цзінь. В Індії починається період імперії Гуптів. В Японії триває період Ямато. У Персії править династія Сассанідів.
На території лісостепової України Черняхівська культура. У Північному Причорномор'ї готи й сармати.

## Події
- Едикт імператора Костянтина забороняє продаж сільських рабів за межі провінцій. Указ пов'язаний із нестачею робочої сили.